# Cubo unitario

Cubo unitario.

Un cubo unitario es un cubo en el cual todos sus lados son una unidad de longitud. El volumen de un cubo unitario de 3 dimensiones es una unidad cúbica, y su área total es de 6 unidades cuadradas. A veces también se llama un cubo de lado 1.